# 4878 Gilhutton
4878 Gilhutton è un asteroide della fascia principale. Scoperto nel 1968, presenta un'orbita caratterizzata da un semiasse maggiore pari a 2,2893069 au e da un'eccentricità di 0,1536514, inclinata di 6,18119° rispetto all'eclittica.
L'asteroide è dedicato all'astronomo argentino Ricardo Alfredo Gil-Hutton.